# Кросби, Эндрю
Э́ндрю «Э́нди» Кро́сби (англ. Andrew "Andy" Crosby; род. 5 ноября 1965, Bella Coola) — канадский гребец, выступавший за сборную Канады по академической гребле в период 1985—1996 годов. Чемпион летних Олимпийских игр в Барселоне, дважды серебряный призёр чемпионатов мира, победитель и призёр регат национального значения.

## Биография
Эндрю Кросби родился 5 ноября 1965 года в поселении Белла-Кула провинции Британская Колумбия, Канада.
Занимался академической греблей в лодочном клубе «Леандер» в Гамильтоне, Онтарио. Состоял в гребной команде «Виктория Вайкс» во время учёбы в Викторианском университете, неоднократно принимал участие в различных студенческих регатах.
Дебютировал на взрослом международном уровне в сезоне 1985 года, когда вошёл в основной состав канадской национальной сборной и выступил на чемпионате мира в Хазевинкеле, где в зачёте распашных рулевых восьмёрок закрыл десятку сильнейших.
В 1986 году в восьмёрках занял девятое место на мировом первенстве в Ноттингеме, стал четвёртым на Играх Содружества в Эдинбурге.
На чемпионате мира 1987 года в Копенгагене в той же дисциплине был пятым.
Благодаря череде удачных выступлений удостоился права защищать честь страны на летних Олимпийских играх 1988 года в Сеуле, здесь в восьмёрках пришёл к финишу шестым.
В 1989 году выступил в рулевых четвёрках на чемпионате мира в Бледе, сумел квалифицироваться здесь лишь в утешительный финал В и расположился в итоговом протоколе соревнований на 10 строке.
На мировых первенствах 1990 года в Тасмании и 1991 года в Вене дважды подряд становился серебряным призёром в восьмёрках.
Находясь в числе лидеров гребной команды Канады, благополучно прошёл отбор на Олимпийские игры 1992 года в Барселоне. В программе восьмёрок в финале обошёл всех своих соперников, в том числе на 0,14 секунды опередил ближайших преследователей из Румынии, и тем самым завоевал золотую олимпийскую медаль.
Сразу по окончании барселонской Олимпиады Кросби принял решение завершить карьеру профессионального спортсмена, однако спустя четыре года он вернулся и своими результатами заслужил место в канадской восьмёрке на Олимпийских играх 1996 года в Атланте. На сей раз попасть в число призёров не смог, показал в восьмёрках четвёртый результат, финишировав в секунде от призовых позиций. На том окончательно завершил спортивную карьеру.
За выдающиеся спортивные достижения введён в Канадский олимпийский зал славы (2004).